# Холопичи
Холо́пичи (укр. Холопичі) — село в Затурцевской сельской общине Владимирского района Волынской области Украины.
До 2020 года входило в Локачинский район.
Код КОАТУУ — 0722485801. Население по переписи 2001 года составляет 703 человека. Почтовый индекс — 45520. Телефонный код — 3374. Занимает площадь 610 км².